# Ursin, protupapa
Protupapa Ursin, rođen kao Ursinus, katolički protupapa od 366. do 367. godine. 